# Hydraena scabra
Hydraena scabra är en skalbaggsart som beskrevs av Armand D'Orchymont 1925. Hydraena scabra ingår i släktet Hydraena och familjen vattenbrynsbaggar. Inga underarter finns listade i Catalogue of Life.